# Jardim Zoológico (métro de Lisbonne)
Jardim Zoológico est une station du métro de Lisbonne sur la ligne bleue.